# Số Lucas
Số Lucas là một dãy số được đặt tên nhằm vinh danh nhà toán học François Édouard Anatole Lucas (1842–1891), người đã nghiên cứu dãy số Fibonacci, dãy số Lucas và các dãy tương tự. Giống như dãy Fibonacci, mỗi số trong dãy Lucas bằng tổng của hai số liền trước nó. Dãy số gồm thương giữa hai số Lucas liền nhau sẽ hội tụ đến giới hạn bằng tỉ lệ vàng.
Tuy vậy khác với dãy Fibonacci, hai số đầu tiên trong dãy Lucas là L0 = 2 và L1 = 1 (trong dãy Fibonacci là 0 và 1). Chính vì thế mà một số tính chất của số Lucas sẽ khác với số Fibonacci.
Công thức truy hồi của dãy:
{\displaystyle L_{n}:={\begin{cases}2&{\mbox{if }}n=0;\\1&{\mbox{if }}n=1;\\L_{n-1}+L_{n-2}&{\mbox{if }}n>1.\\\end{cases}}}
Các số đầu tiên của dãy Lucas:
2, 1, 3, 4, 7, 11, 18, 29, 47, 76, 123,... (dãy số A000032 trong bảng OEIS)

## Số Lucas có chỉ số âm
Sử dụng công thức truy hồi ngược lại Ln-2 = Ln - Ln-1 để mở rộng số Lucas tới các số nguyên âm. Ta có thể thêm các giá trị sau vào đãy Lucas (với {\displaystyle -5\leq {}n\leq 5}): (... -11, 7, -4, 3, -1, 2, 1, 3, 4, 7, 11,...).
Các số Lucas âm có tính chất (chứng minh bằng quy nạp):
- {\displaystyle L_{-n}=(-1)^{n}L_{n}.\!}

## Tính chất

### Công thức tổng quát
Công thức tổng quát của số Lucas:
{\displaystyle L_{n}=\varphi ^{n}+(1-\varphi )^{n}=\varphi ^{n}+(-\varphi )^{-n}=\left({1+{\sqrt {5}} \over 2}\right)^{n}+\left({1-{\sqrt {5}} \over 2}\right)^{n}\,,}
với {\displaystyle \varphi } bằng Tỉ lệ vàng.
Một tính chất khá thú vị, {\displaystyle L_{n}} là số nguyên gần với {\displaystyle \varphi ^{n}} nhất.

### Mối liên hệ với các số Fibonacci
Số Lucas liên hệ với số Fibonacci bởi các hằng đẳng thức sau:
- {\displaystyle \,L_{n}=F_{n-2}+F_{n}}
- tổng quát hơn là công thức sau:

{\displaystyle L_{n}=F_{k+2}.L_{n-k}+F_{k+1}.L_{n-k-1}} với mọi k<n; (2.1)
Chứng minh quy nạp.
k=0, thì công thức (2.1) hiển nhiên đúng.
Giả sử (2.1) đúng đến k<n-1, ta chứng minh nó đúng với k+1, thật vậy:
{\displaystyle L_{n}}
{\displaystyle =F_{k+2}.L_{n-k}+F_{k+1}.L_{n-k-1}}
{\displaystyle =F_{k+2}.(L_{n-k-1}+L_{n-k-2})+F_{k+1}.L_{n-k-1}}
{\displaystyle =(F_{k+2}+F_{k+1}).L_{n-k-1}+F_{k+2}.L_{n-k-2}}
{\displaystyle =F_{k+3}.L_{n-k-1}+F_{k+2}.L_{n-k-2}.}
Vậy là (2.1) cũng đúng với k+1.
Suy ra điều phải chứng minh.
- {\displaystyle \,L_{n}^{2}=5F_{n}^{2}+4(-1)^{n}}, từ hệ thức liên hệ này suy ra tỉ số {\displaystyle L_{n} \over F_{n}\,} tiến đến {\displaystyle {\sqrt {5}}\,} khi {\displaystyle n\,} tiến đến +∞.

Sử dụng công thức tổng quát.
- {\displaystyle \,F_{2n}=L_{n}F_{n}}

Chứng minh, sử dụng công thức tổng quát:
{\displaystyle L_{n}F_{n}=(\varphi ^{n}+(1-\varphi )^{n})({{\varphi ^{n}-(1-\varphi )^{n}} \over {\sqrt {5}}})}
Rút gọn lại được:
{\displaystyle L_{n}F_{n}=)({{\varphi ^{2n}-(1-\varphi )^{2n}} \over {\sqrt {5}}}=L_{2n}}
- {\displaystyle \,F_{n}={L_{n-1}+L_{n+1} \over 5}}

Chứng minh bằng quy nạp theo n.

### Khi chỉ số là số nguyên tố
Ln đồng dư với 1 mod n nếu n là số nguyên tố. Ngoài ra, Ln cũng có tính chất này với một số trị khác của n.

### Tính chia hết giữa các số Lucas
Lmn chia hết cho Ln nếu m là số lẻ. Điều đó dẫn đến điều kiện cần của n để Ln là số nguyên tố.
Sử dụng công thức tổng quát của {\displaystyle L_{n}}, để chứng minh hệ thức truy hồi sau:
{\displaystyle L_{mn+2n}=L_{mn}.L_{2n}-L_{|mn-2n|}(1)}
Từ đó suy ra:
{\displaystyle L_{3n}=L_{n+2n}=L_{n}.L_{2n}-L_{n}}
Suy ra {\displaystyle L_{3n}} chia hết cho {\displaystyle L_{n}}.
Lại dùng công thức truy hồi (1), suy ra {\displaystyle L_{5n}} chia hết cho {\displaystyle L_{n}}.
Lặp lại thao tác trên k lần liên tiếp, suy ra {\displaystyle L_{(2k+1)n}} chia hết cho {\displaystyle L_{n}}, điều phải chứng minh.

### Số nguyên tố Lucas
Số nguyên tố Lucas là số Lucas, và đồng thời là một nguyên tố. Các số nguyên tố Lucas nhỏ nhất được biết là:
2, 3, 7, 11, 29, 47, 199, 521, 2207, 3571, 9349,... (dãy số A005479 trong bảng OEIS)
Nếu Ln là số nguyên tố thì n bằng 0, nguyên tố, hoặc là lũy thừa của 2.
Các số Lucas có dạng L{\displaystyle 2^{m}} là số nguyên tố được biết cho đến nay là {\displaystyle m} = 1, 2,3 và 4.

## Đa thức Lucas
Các đa thức Lucas được xác định mô phỏng theo dãy số Lucas. Dãy đa thức này được xây dựng bằng công thức truy hồi như sau:
{\displaystyle L_{n}(x)={\begin{cases}2,&{\mbox{if }}n=0\\x,&{\mbox{if }}n=1\\xL_{n-1}(x)+L_{n-2}(x),&{\mbox{if }}n\geq 2\end{cases}}}
Sau đây là công thức dạng tường minh của các đa thức Lucas đầu tiên:
{\displaystyle L_{0}(x)=2\,}
{\displaystyle L_{1}(x)=x\,}
{\displaystyle L_{2}(x)=x^{2}+2\,}
{\displaystyle L_{3}(x)=x^{3}+3x\,}
{\displaystyle L_{4}(x)=x^{4}+4x^{2}+2\,}
{\displaystyle L_{5}(x)=x^{5}+5x^{3}+5x\,}
{\displaystyle L_{6}(x)=x^{6}+6x^{4}+9x^{2}+2\,}